# Hylaeus tuamotuensis
Hylaeus tuamotuensis är en biart som beskrevs av Michener 1965. Hylaeus tuamotuensis ingår i släktet citronbin, och familjen korttungebin. Inga underarter finns listade i Catalogue of Life.